# 넥슨 카트라이더 4차리그
넥슨 카트라이더 4차리그는 카트라이더 네 번째 리그로, 카트라이더의 제작사인 넥슨이 직접 주최, 주관했던 리그이다. 리그 표어는 "최고를 향한 무한질주!"이다.

## 개요

### 일정
- 2006년 8월 31일 ~ 2006년 11월 11일

### 변경된 점
- 후원사 없이 리그를 진행하였다.
- 기존 161경기에서 167경기로 변경되었다.

### 경기장
- 결승전 : 일산 킨텍스

## 참가 선수
김민규, 방준규, 강진우, 유병욱, 김현준, 김동주, 김진희, 김영남, 김지남, 문호준, 
최봉석, 강정민, 유임덕, 김강인, 김경한, 김대겸, 김상기, 김승철, 김진용, 김진욱, 
박재홍, 서우석, 서형원, 손창완, 윤용준, 이재성, 임영노, 정은석, 조경재, 조현준, 
최의영, 한창민

## 대회 결과

### 라운드 우승자
- 1라운드 : 조현준
- 2라운드 : 유임덕
- 3라운드 : 문호준

### 최종 결과
- 우승 : 강진우
- 준우승 : 조현준
- 3위 : 문호준